# Katamenes algirus
Katamenes algirus är en stekelart som först beskrevs av Schulz 1905.  Katamenes algirus ingår i släktet Katamenes och familjen Eumenidae. Inga underarter finns listade i Catalogue of Life.